# Джед Джонс
Джед Джонс (англ. Jed Jones; 4 лютого 1872 — 8 листопада 1960) — колишній американський тенісист.
Найвищим досягненням на турнірах Великого шолома був півфінал в одиночному розряді.

## Тенісна кар'єра
Джонс дістався півфіналу Чемпіонату США 1906 (поступився Вільямові Клотієру) і чвертьфіналів у 1905, 1908 і 1911 роках.

### Часова шкала результатів на турнірах Великого шлему
| W | Ф | ПФ | ЧФ | #Р | КТ | К# | DNQ | A | NH |

| Турнір                                 | 1895 | 1903 | 1904 | 1905 | 1906 | 1907 | 1908 | 1909 | 1910 | 1911 | 1921 |
| -------------------------------------- | ---- | ---- | ---- | ---- | ---- | ---- | ---- | ---- | ---- | ---- | ---- |
| Відкритий чемпіонат Австралії з тенісу | NH   | NH   | NH   |      |      |      |      |      |      |      |      |
| Вімблдонський турнір                   |      |      |      |      |      |      |      |      |      |      | 1р   |
| Відкритий чемпіонат США з тенісу       | 4р   | 2р   | 2р   | ЧФ   | ПФ   | 1р   | ЧФ   | К1р  | 4р   | ЧФ   |      |